# Palaeostyloidea
Palaeostyloidea is een uitgestorven superfamilie van weekdieren uit de klasse van de Gastropoda (slakken).

## Taxonomie
De volgende taxa zijn in de superfamilie ingedeeld:
- Familie  † Palaeostylidae Wenz, 1938

  - Onderfamilie  † Palaeostylinae Wenz, 1938
    - = Kinishbiinae Golikov & Starobogatov, 1987

  - Onderfamilie  † Austronematinae Bändel, 2002
  - Onderfamilie  † Orthonematinae Nützel & Bändel, 2000
  - Onderfamilie  † Platyconchinae Bändel, 2002
- Familie  † Pithodeidae Wenz, 1938